# Liste der Biografien/Yaf
Liste der Biografien |
Portal Biografien |
Personensuche
# |
A |
B |
C |
D |
E |
F |
G |
H |
I |
J |
K |
L |
M |
N |
O |
P |
Q |
R |
S |
T |
U |
V |
W |
X |
Y |
Z |
?
 
Ya |
Yb |
Yc |
Yd |
Ye |
Yf |
Yg |
Yh |
Yi |
Yk |
Yl |
Ym |
Yn |
Yo |
Yp |
Yr |
Ys |
Yt |
Yu |
Yv |
Yw |
Yx |
Yz
 
Yaa |
Yab |
Yac |
Yad |
Yae |
Yaf |
Yag |
Yah |
Yai |
Yaj |
Yak |
Yal |
Yam |
Yan |
Yao |
Yap |
Yaq |
Yar |
Yas |
Yat |
Yau |
Yav |
Yaw |
Yax |
Yay |
Yaz
Die Liste der Biografien führt alle Personen auf, die in der deutschsprachigen Wikipedia einen Artikel haben. Dieses ist eine Teilliste mit 9 Einträgen von Personen, deren Namen mit den Buchstaben „Yaf“ beginnt.

## Yaf

### Yafa
- Yafaee, Samer al (* 2005), jemenitischer Sprinter
- Yafaev, Andrei, französischer Mathematiker
- Yafai, Galal (* 1992), britischer Boxer
- Yafai, Gamal (* 1991), englischer Boxer
- Yafai, Khalid Saeed (* 1989), englischer Boxer

### Yafe
- Yafeai, Salem Al (* 1994), Eishockeyspieler aus den Vereinigten Arabischen Emiraten

### Yaff
- Yaffa, Musa (* 1994), gambischer Fußballspieler

### Yafi
- Yafi, Abdullah Aref al- (1901–1986), libanesischer Jurist und Politiker

### Yaft
- Yaftali, Abdullah (1914–2003), afghanischer Politiker